# Autoroute A7 (Serbie)
Pour les articles homonymes, voir Autoroute A7.
L’autoroute A7 (en serbe : Државни пут ІА реда А7, Državni put IA reda A7 ; Ауто-пут А7, Auto-put A7) est une autoroute de Serbie en construction longue de 17 kilomètres, qui reliera entre elle la ville de Kuzmin à la frontière serbo-bosniaque. Ce sera ainsi la première liaison autoroutière entre la Serbie et la Bosnie-Herzégovine.
L'autoroute sera constituée et d'une bande d'arrêt d'urgence et de deux voies de circulation dans chaque direction, séparées par un terre-plein central. Toutes ses intersections seront des croisements dénivelés.
Un système de surveillance de la circulation et de régulation de trafic ainsi qu'un système de radar tronçon (entre 2 postes de péage également) seront mis en service sur toute la longueur de l'autoroute A7 dans le futur. Des appareils de mesure, de contrôle sont installés dans les zones connues de brouillard, de pluie verglaçante, de neige ou de vent fort. Des panneaux à messages variables seront utilisés pour communiquer aux usagers les conditions atmosphériques, les restrictions éventuelles de trafic ou d'autres informations susceptibles de modifier les conditions de circulation.
L'autoroute comportera 1 Échangeur autoroutier avec une autre autoroute de Serbie : A3.
Elle comportera de nombreux ponts et caniveaux. Une grande partie de l'autoroute sera à péage et utilisera un système de ticket. Le paiement des péages dépend de la classification des véhicules en Serbie.
L'autoroute sera exploitée par l'entreprise publique "Putevi Srbije".

## Description du tracé

### DeKuzminàSremska Rača(en construction)
| A 7 (en construction) Autoroute Kuzmin - Sremska Rača |                         |            |                                                                                 |      |
| N°                                                    | Dénominations           | Connexions | Destinations                                                                    | BK   |
| 2.1 (en construction)                                 | Échangeur de Kuzmin     | E70        | Autoroute A3 : Belgrade, Sremska Mitrovica, Zagreb ( Batrovci Serbie - Croatie) | 0,0  |
| 1 · (en construction)                                 | Bosut                   |            | Bosut, Morović                                                                  | 10,0 |
| Péage à système fermé (en construction)               | Poste de péage de Bosut |            | Autoroute A7                                                                    | 13,0 |
| Sremska Rača (en construction)                        | Bosnie-Herzégovine      |            | Autoroute bosnienne A5 (vers Sarajevo)                                          | 17,0 |